# 캬리 파뮤파뮤
캬리 파뮤파뮤(きゃりーぱみゅぱみゅ, 캐롤라인 차론플롭 캬리파뮤파뮤(Caroline Charonplop Kyarypamyupamyu, きゃろらいんちゃろんぷろっぷきゃりーぱみゅぱみゅ, 1993년 1월 29일 ~ )는 일본의 가수이다.

## 개요
2009년 가을, 패션잡지 『KERA』의 스트리트 스냅사진에 사진이 올라가게 된다.이후 Zipper등 독자모델로서 활동을 시작했다.
인기가 높아짐에 따라 TV출연 이후 인기가 퍼퓸 메그 등의 프로듀서 CAPSULE 나카다 야스타카의 프로듀스로 가수 데뷔를 하게 된다. (PONPONPON부터)
2010년 3월 30일, 에이벡스(avex)가 주재하는 고교생 가수의 프리데뷔(pre-debut) 기획 『HIGHSCHOOLSINGER』에서 "갸리"라는 이름으로 「미라클 오렌지」라는 곡을 발매했다.
2011년 5월, 워너뮤직 재팬에서 "갸리파뮤파뮤"라는 이름으로 데뷔한다고 발표했다. 앨범 발매에 앞서 아이튠즈에서 선공개곡 「PONPONPON」이 세계 23개국에서 공개됐다. 이 곡은 아이튠즈의 핀란드와 벨기에의 일렉트로 차트에서 일본인 가수 중 최고순위를 획득했다.
2011년 12월, 미국의 로스엔젤레스에서 개최된 이벤트 「르네 부티크 월드 데뷔 파티」에 출연해서 해외에서 처음으로 라이브를 했다.
2012년 1월, 첫 번째 싱글 「つけまつける」을 발매했다. 이 곡은 국내 아티스트 역사상 최다인 73개국(일본 포함)에서 선행 공개됐다. 주간 오리콘 차트에서는 7위를 기록했다. 동년 2월, 첫 라이브 『모시모시 콰트로』를 도쿄 시부야의 클럽 콰트로에서 했다. 4월, 두 번째 싱글 「CANDY CANDY」를 4월에 발매했으며, 전국투어 계획을 발표했다. 7월, 프랑스 파리에서 열린 「재팬 엑스포」의 이벤트 「하라주쿠 가와이!!!!」의 라이브 무대에 출연했다. 라이브에는 이틀간 약 1만 3천명이 모였는데, 이는 동년 「재팬 엑스포」에서 행한 라이브 중 최대의 인원이었다. 12월 31일, 제63회 NHK 홍백가합전에 첫 출연해서 「패션 몬스터」와「つけまつける」 두 곡을 노래했다.

## 음반 목록

### 정규 음반
- 《파뮤 파뮤 레볼루션》 (2012년 5월 23일)
- 《난다 콜렉션》 (2013년 6월 26일)
- 《피카피카 판타진》 (2014년 7월 9일)
- 《자파뮤》 (2018년 9월 26일)
- 《캔디 레이서》 (2021년 10월 27일)

### 미니 음반
- 《여보세요 하라주쿠》 (2011년 8월 17일)

### 베스트 음반
- 《KPP BEST》 (2016년 5월 25일)

### 디지털 싱글
- 〈미라클 오렌지〉(2010년 3월 30일)
- 〈러브베리〉(2010년 9월 25일)
- 〈PONPONPON〉(2011년 7월 20일)
- 〈너의 편〉(2018년 4월 11일)

### 싱글
- 〈츠케마츠케루〉(2012년 1월 11일)
- 〈CANDY CANDY〉(2012년 4월 4일)
- 〈패션몬스터〉(2012년 10월 17일)
- 〈너에게 100퍼센트/후리소데숀〉(2013년 1월 30일)
- 〈닌자리반반〉(2013년 3월 20일)
- 〈인베이더인베이더〉(2013년 5월 15일)
- 〈못타이 나잇랜드〉(2013년 11월 6일)
- 〈유메노 하지마 링링〉(2014년 2월 26일)
- 〈패밀리 파티〉(2014년 4월 16일)
- 〈키라 키라 킬러〉(2014년 6월 11일, 한정)
- 〈문제 걸〉(2015년 3월 18일)
- 〈Crazy Party Night ~펌킨노갸쿠슈~〉(2015년 9월 2일)
- 〈최&고〉(2016년 4월 20일)
- 〈Crazy Crazy (feat. Charli XCX & Kyary Pamyu Pamyu)/하라쥬쿠 이야호이〉(2017년 1월 18일)
- 〈이스터〉(2017년 4월 5일)

## 출연작

### 드라마
- 《가족의 노래》 (2012년) 본인 역(제1화)

### 극장판 애니메이션
- 《극장판 짱구는 못말려: 격돌! 낙서왕국과 얼추 네 명의 용사들》 (2020년) 낙서왕국의 공주 역

### 예능
- 《천재! 시무라 동물원》

## 저작
- Caroline Charonplop Kyarypamyupamyu (2011년 8월 18일). 《Oh! My God!! Harajuku Girl》 (일본어) 하드 커버판. 도쿄: POPLAR PUBLISHING. ISBN 978-4-591-12542-7.
  - Kyary Pamyu Pamyu (2012년 6월 21일). 《Oh! My God!! Harajuku Girl》. Poplar Bunko (일본어) 페이퍼 백판. 도쿄: POPLAR PUBLISHING. ISBN 978-4-591-13045-2.
- Caroline Charonplop Kyarypamyupamyu;  외. (2011년 7월 29일). 《HARAJUKU KAWAii!!!! girls》. Gain mook (일본어). Yasumasa Yonehara (포토). 나고야, 일본: Gain. ISBN 978-4-901621-97-7. 2014년 10월 6일에 원본 문서에서 보존된 문서. 2014년 10월 5일에 확인함.
- Kyary Pamyu Pamyu (2012년 4월 21일). 《Kyary Pamyu Pamyu Kyary Boooon》 (일본어). 도쿄: Syōdensha. ISBN 978-4-396-43051-1.
- Caroline Charonplop Kyarypamyupamyu (2012년 10월 29일). 《Kyarypamyupamyu's Moshi Moshi Tokyo Kawaii Guide Tour》 (일본어). 도쿄: Space Shower Network. ISBN 978-4-906700-55-4. 2014년 9월 24일에 원본 문서에서 보존된 문서. 2014년 10월 5일에 확인함.
- Caroline Charonplop Kyarypamyupamyu;  외. (2012년 10월 29일). 《Hara-J Harajuku Joshi (Harajuku Girls)》. Kōbunsha Woman Books vol.141 (일본어). 도쿄: Kōbunsha. ISBN 978-4-334-84244-4. 2018년 5월 18일에 원본 문서에서 보존된 문서. 2014년 10월 5일에 확인함.
- Kyary Pamyu Pamyu (2013년 8월 8일). 《OFFICIAL DOCUMENTARY PHOTO BOOK -100%KPP WORLD TOUR 2013》. 도쿄: ASOBISYSTEM. PB-001. 2014년 10월 6일에 원본 문서에서 보존된 문서. 2014년 10월 5일에 확인함.
- Kyary Pamyu Pamyu;  외. (2013년 11월 12일). 《Hara-J Harajuku Joshi (Harajuku Girls)》. Jyosei Jishin Zōkan (일본어). vol. 2. 도쿄: Kōbunsha. ASIN B00GCFRR30. 2018년 5월 18일에 원본 문서에서 보존된 문서. 2014년 10월 5일에 확인함.